# 本村凌二
本村 凌二（もとむら りょうじ、1947年5月1日 - ）は、日本の歴史学者。専門は古代ローマの社会史。東京大学名誉教授。サントリー学芸賞、JRA賞馬事文化賞、地中海学会賞受賞。

## 経歴
1947年、熊本県生まれ。東京都立北多摩高等学校を経て、1973年一橋大学社会学部卒、80年東京大学大学院人文科学研究科博士課程満期退学。弓削達（ローマ史）、山田欣吾（ドイツ史）の指導を受けた。
1984年から東京大学教養学部助教授、1994年同教授に昇格。1996年から東京大学大学院総合文化研究科教授。2012年東京大学を定年退職し、東京大学名誉教授の称号を受ける。2014年から早稲田大学国際学術院特任教授、2018年に早稲田大学を定年退職。専任職から離れ、文筆活動に専念する。

## 研究内容・業績
- 雑誌『KODAI』の編集長として、日本の古代西洋史研究を海外へ紹介する。
- 日本西洋古典学会委員、地中海学会元会長。

## 人物
- 本村雅人の筆名での競馬に関する著書もある。
- 石原裕次郎のファンであり、2017年に関連する著書を刊行した。

## 受賞・栄典
- 1994年： サントリー学芸賞（『薄闇のローマ世界』）
- 2001年： JRA賞馬事文化賞（『馬の世界史』）
- 2008年： 地中海学会賞　『KODAI』編集の業績に対して

## 著書

### 単著
- 『薄闇のローマ世界――嬰児遺棄と奴隷制』（東京大学出版会、1993年）
- 『ポンペイ・グラフィティ――落書きに刻むローマ人の素顔』（中公新書、1996年）
  - 増補版 『優雅でみだらなポンペイ――古代ローマ人とグラフィティの世界』（講談社、2004年）
  - 改題 『古代ポンペイの日常生活』（講談社学術文庫、2010年）
  - 新版 『古代ポンペイの日常生活―「落書き」でよみがえるローマ人』（祥伝社新書、2022年）、ヤマザキマリと巻末対談
- 『ローマ人の愛と性』（講談社現代新書、1999年）
  - 改題 『愛欲のローマ史―変貌する社会の底流』（講談社学術文庫、2014年）
- 『馬の世界史』（講談社現代新書、2001年／中公文庫、2013年）
- 『多神教と一神教』（岩波新書、2005年）
- 『興亡の世界史 4　地中海世界とローマ帝国』（講談社、2007年）
  - 新版 『興亡の世界史 地中海世界とローマ帝国』（講談社学術文庫、2017年）
- 『帝国を魅せる剣闘士――血と汗のローマ社会史』（山川出版社、2011年）
  - 新版 『剣闘士―血と汗のローマ社会史』（中公文庫、2021年）
- 『古代ローマとの対話　「歴史感」のすすめ』（岩波現代文庫、2012年）
- 『ローマ人に学ぶ』（集英社新書、2012年）
- 『世界史の叡智　勇気、寛容、先見性の51人に学ぶ』（中公新書、2013年）
- 『世界史の叡智　悪役・名脇役篇　辣腕、無私、洞察力の51人に学ぶ』（中公新書、2014年）
- 『はじめて読む人のローマ史 1200年』（祥伝社新書、2014年）
- 『ローマ帝国人物列伝』（祥伝社新書、2016年）
- 『一冊でまるごとわかる ローマ帝国』（大和書房〈だいわ文庫〉、2016年）
- 『競馬の世界史―サラブレッド誕生から21世紀の凱旋門賞まで』（中公新書、2016年）
- 『教養としての「世界史」の読み方』（PHP、2016年／PHP文庫、2024年）
- 『裕次郎』（講談社、2017年）
- 『教養としての「ローマ史」の読み方』（PHP、2018年）
- 『独裁の世界史』（NHK出版新書、2020年）
- 『20の古典で読み解く世界史』（PHP、2021年）
- 『テルマエと浮世風呂―古代ローマと大江戸日本の比較史』（NHK出版新書、2022年）
- 『名作映画で読み解く世界史』（PHP、2023年）
- 『地中海世界の歴史』（講談社選書メチエ）、全8巻、2024年4月より刊

1. 神々のささやく世界 - オリエントの文明
2. 沈黙する神々の帝国 - アッシリアとペルシア
3. 白熱する人間たちの都市 - エーゲ海とギリシアの文明
4. 辺境の王朝と英雄 - ヘレニズム文明
5. 勝利を愛する人々 - 共和政ローマ
6. 「われらが海」の覇権 - 地中海世界帝国の成立
7. 平和と繁栄の宿命 - パクス・ローマーナ
8. 人類と文明の変容 - 「古代末期」という時代 ※未刊

### 共著
- （桜井万里子）『世界の歴史 5　ギリシアとローマ』（中央公論社、1997年／中公文庫、2010年）
- （中村るい）『古代地中海世界の歴史』（放送大学教育振興会：NHK出版、2004年／ちくま学芸文庫、2012年）
- （高山博）『地中海世界の歴史 古代から近世』（放送大学教育振興会：NHK出版、2009年）、講座テキスト
  - （高山博）『衝突と共存の地中海世界 古代から近世まで』（左右社：放送大学叢書、2020年）、改訂版
- （渡部昇一）『国家の盛衰―3000年の歴史に学ぶ』（祥伝社新書、2014年）
- （マイク・モラスキー）『「穴場」の喪失』（祥伝社新書、2017年）
- （桜井万里子）『集中講義！ギリシア・ローマ』（ちくま新書、2017年）
- （御厨貴）『日本の崩壊』（祥伝社新書、2018年）
- （武藤正敏、三浦瑠麗、篠田英朗 他全11名）『韓国問題の新常識』（PHP研究所、2020年）
- （佐藤優）『宗教と不条理　信仰心はなぜ暴走するのか』（幻冬舎新書、2024年）

### 共編著
- （伊藤貞夫）『西洋古代史研究入門』（東京大学出版会、1997年）
- （樺山紘一ほか9名）『岩波講座 世界歴史』全28巻・別巻1（岩波書店、1997-2000年）
- （義江彰夫・山内昌之）『歴史の文法』（東京大学出版会、1997年）
- （義江彰夫・山内昌之）『歴史の対位法』（東京大学出版会、1998年）
- 編者『ラテン語碑文で楽しむ古代ローマ』（研究社、2011年）

池口守・大清水裕・志内一興・高橋亮介・中川亜希共著
- 編著代表 『ローマ帝国と地中海文明を歩く』 （講談社、2013年）

井上秀太郎・中西麻澄・池口守・樋脇博敏・渡辺耕ほか共著

### 訳書
- キース・ホプキンズ『神々にあふれる世界――古代ローマ宗教史探訪』小堀馨子、中西恭子共訳（岩波書店、2003年）

### 監修
- 『英語で読む高校世界史』（講談社、2017年）訳・監修
- 『偉人たちにも黒歴史!? 世界史100人の履歴書』（宝島社、2018年）
- 『30の「王」からよむ世界史』（日本経済新聞出版社、2018年）
- 『東大名誉教授がおしえる やばい世界史』（ダイヤモンド社、2019年）
- 『ビジュアルマップ大図鑑 世界史』（東京書籍、2020年）
- 『30日で学ぶ人類史学手帳』（日本能率協会マネジメントセンター、2020年）
- 『東大名誉教授がおしえる! 建築でつかむ世界史図鑑』（二見書房、2021年）
- 『教養としての「ラテン語の授業」』（ダイヤモンド社、2022年）
- 『胸アツ戦略図鑑 逆転の戦いに学ぶビジネス教養』（サンクチュアリ出版、2023年）
- 『世界の移民歴史図鑑』（原書房、2023年）
- 『「独裁者」から読み解く世界史』（宝島社 (TJMOOK)、2023年）
- 『世界の教養が身につくローマ史の愉しみ方』（カラー版 宝島社新書、2023年）
- 『古代ローマ解剖図鑑』（エクスナレッジ、2024年3月）

## その他

### テレビ番組
- ローマ街道物語～全長15万キロの旅～（BSフジ、2014〜2015年、全6話）解説
- NHK高校講座・世界史「オリエントとギリシア」「ローマ帝国」（NHK Eテレ、2015年〜）監修
- 世界遺産「ポンペイの遺跡地域（イタリア）」（TBS、2015年8月16日）監修
- 古代ローマ　食浪漫紀行（BS日テレ、2015年11月21日）古代ローマ史に関係する箇所の監修
- チコちゃんに叱られる！（NHK、2019年2月15日）協力
- NHK高校講座・世界史「オリエント文明」「ギリシアと都市国家」「ローマ帝国」（NHK Eテレ、2020年〜）出演
- 世界史ドリームマッチ　最強キング決定戦　頂点を極める“王”は誰だ！（BSプレミアム、2022年1月1日）出演
- ザ・プロファイラー「ローマ帝国　初代皇帝の光と影　アウグストゥス」（NHKBSプレミアム、2023年3月16日）取材協力
- 世界遺産「ポンペイ遺跡 〜 新発見！古代都市ポンペイの真実」（TBS、2023年3月19日）監修
- 「名将たちの勝負メシ　〜ユリウス・カエサル〜」（NHK、2023年8月22日）監修
- 「サンドウィッチマン&芦田愛菜の博士ちゃん」海外特別プロジェクト第3弾「イタリア世界遺産ミステリー3時間スペシャル」（テレビ朝日、2024年12月28日）監修
- 「サンドウィッチマン&芦田愛菜の博士ちゃん」博士ちゃん イタリア世界遺産の旅「令和の今見ても驚愕！超文明化したローマ帝国のスゴすぎ 発明品スペシャル」（テレビ朝日、2025年2月22日）監修

### ラジオ番組
- ANA WORLD AIR CURRENT（ANA WORLD AIR CURRENT、2013年3月23日）出演
- 荻上チキ・セッション22（TBSラジオ、2014年7月9日）出演
- Growing Reed（J-wave、2017年3月19日）出演
- モーニング・クリップ（ラジオ日本、2017年11月19日・26日）出演
- TIMELINE（東京FM、2018年6月11日）出演
- 大野勢太郎の楽園ラジオ〜パワー全開!!（FM NACK5、2020年2月8日）出演
- 吉田尚紀のFUKABOLIX（ニッポン放送、2022年3月28日）出演

### 映画
- グラディエーターII 英雄を呼ぶ声（2024年）字幕監修および吹替監修（大清水裕と共同監修）